# Rozz Williams
Rozz Williams właściwie Roger Alan Painter (ur. 6 listopada 1963 w Pomonie, zm. 1 kwietnia 1998 w West Hollywood) – wokalista rockowy, wieloletni członek zespołu Christian Death. Zmarł tragicznie popełniając samobójstwo poprzez powieszenie.

## Życiorys
Wieloletni lider i wokalista amerykańskiej kapeli Christian Death grającej death rock, która w swej twórczości przeplatała i łączyła elementy takich stylów muzycznych jak rock, death rock oraz industrial. Zespół został założony z inicjatywy Rozza Williamsa oraz gitarzysty Rikka Agnew w 1979 w Los Angeles. Był żonaty z Eva O (właściwe nazwisko to: Eva Ortiz).

## Dyskografia
Christian Death
- (1981) Deathwish
- (1982) Only Theatre of Pain
- (1984) Catastrophe Ballet
- (1985) Ashes
- (1985) The Decomposition of Violets (live)
- (1992) The Iron Mask
- (1992) Skeleton Kiss EP
- (1992) Stick a Finger Down Its Throat
- (1993) The Path of Sorrows
- (1993) Iconologia
- (1993) Sleepless Nights: Live 1990
- (1993) Invocations: 1981-1989
- (1994) The Doll's Theatre : Live OCT. 31. 1981
- (1994) The Rage of Angels
- (1994) Tales of Innocence: A Continued Anthology
- (1995) Christian Death: Live (wideo)
- (1995) Death in Detroit
- (1996) Death Mix
- (1999) The Best of Christian Death (featuring Rozz Williams)
- (2005) Death Club
- (2007) Six Six Sixth Communion
- (2012) Death Box

Shadow Project
- (1989) Is Truth a Crime?
- (1991) Shadow Project
- (1992) Dreams for the Dying
- (1992) Dead Babies/Killer
- (1994) In Tuned Out - Live '93
- (1998) From the Heart
- (2005) The Original Shadow Project